# TOLES
Test of Legal English Skills (TOLES; укр. Тест на знання юридичної англійської мови (ТнЗЮАМ)) — це серія практичних і професійних іспитів з англійської мови для юристів і студентів юридичного факультету. Іспити TOLES видає компанія Global Legal English, яка є членом Міжнародного відділу Товариства юристів Англії та Вельсу. Іспити TOLES розроблені як професійно-правові іспити з англійської мови, а не іспити, написані вченими або призначені для них. Іспити TOLES офіційно не входять до загальноєвропейських компетенцій мовної освіти, оскільки юридичний зміст іспиту є занадто високим, щоб їх можна було розглядати як іспити суто з англійської мови.

## Знайомство з іспитами TOLES
Іспити TOLES було розпочато в 2000 році у відповідь на попит юридичних фірм та інших роботодавців юристів. Іспити пропонуються на 3 рівнях. Це TOLES Foundation, TOLES Higher і TOLES Advanced. Усі іспити зосереджені на розвитку комерційної обізнаності, а також на точності та розвитку спеціалізованого комерційного правового словника. Заявленою метою TOLES є відповідність стандартам знання англійської мови групи юридичних фірм, відомих як юридичні фірми «магічного кола», та інших провідних комерційних підприємств. Іспити не є перевіркою англійського права, а перевіряють знання юридичної англійської мови в контексті англійського та міжнародного права. Основні теми іспитів включають комерційні контракти, складені англійською мовою, форми бізнесу та лексику з фінансів. Курси TOLES пропонуються по всьому світу та у Сполученому Королівстві.

## 3 рівні TOLES
TOLES Foundation — це перший рівень серії TOLES. Для тих, хто вивчає юридичну англійську мову на початковому рівні. Цей іспит перевіряє навички читання та письма. Іспит займає 90 хвилин.
TOLES Higher — другий рівень серії TOLES. Для студентів середнього рівня юридичної англійської мови. Цей іспит перевіряє навички читання, письма та аудіювання. Іспит займає 120 хвилин.
TOLES Advanced — найвищий рівень у серії TOLES. Для студентів поглибленого рівня юридичної англійської мови. Цей іспит перевіряє навички читання та письма. Іспит займає 120 хвилин.

## TOLES кандидатство
Іспити TOLES підходять для юристів-міжнародників і студентів-юристів, які шукають роботу в галузі міжнародного комерційного права. Включаючи студентів-юристів, які шукають роботу в міжнародних юридичних фірмах вищого рівня, юридичних департаментах міжнародних корпорацій та місцевих органів влади. Більшість кандидатів на TOLES з 2000 по 2018 рік склали іспити в школі Британської Ради або в приватному чи державному університеті. Іспити не підходять для носіїв англійської мови.